# François Fratellini
Francois Fratellini (ur. 19 stycznia 1879 w Paryżu, zm. 19 czerwca 1951) – francuski artysta cyrkowy, klown, akrobata i znakomity jeździec, brat Alberta i Paula, razem z którymi zyskał znaczną popularność dzięki występom w latach 20. i 30. XX wieku. On sam odgrywał na spektaklach rolę białego klowna.